# Saison 1 de True Blood
Chronologie
Saison 2
Cet article présente les douze épisodes de la première saison de la série télévisée américaine True Blood. Cette saison a été diffusée du 7 septembre au 23 novembre 2008 sur HBO.

## Généralités
La série décrit la coexistence entre les humains et les vampires, récemment révélés à la face du monde : à la suite de la mise au point par des scientifiques japonais du Tru Blood, un sang synthétique, les vampires ont fait leur « coming out » à travers le monde, et tentent désormais de s'intégrer à la population.
C'est dans ce contexte que Sookie Stackhouse, une jeune serveuse télépathe, rencontre Bill Compton, un vampire de 173 ans dont elle est incapable d'entendre les pensées ; mais cette relation n'est pas vue d'un très bon œil dans la petite bourgade de Bon Temps, où le racisme anti-vampires augmente au fur et à mesure que les meurtres se succèdent.
Cette saison, qui comporte 12 épisodes, suit l'intrigue du premier volume Quand le danger rôde de la saga littéraire La Communauté du Sud.
Aux États-Unis, la série est diffusée le dimanche, en première partie de soirée à 21h.

## Distribution

### Acteurs principaux
Note : Ici sont listés les acteurs crédités comme principaux dans cette saison.
- Anna Paquin (VF : Chloé Berthier) : Sookie Stackhouse
- Stephen Moyer (VF : Damien Boisseau) : Bill Compton
- Sam Trammell (VF : Alexis Victor) : Sam Merlotte
- Ryan Kwanten (VF : Axel Kiener) : Jason Stackhouse
- Rutina Wesley (VF : Sophie Riffont) : Tara Thornton
- Nelsan Ellis (VF : Lucien Jean-Baptiste) : Lafayette Reynolds
- Alexander Skarsgård (VF : Nessym Guétat) : Eric Northman
- Kristin Bauer (VF : Dominique Vallée) : Pamela « Pam » Swynford de Beaufort
- Jim Parrack (VF : Francis Benoît) : Hoyt Fortenberry
- Chris Bauer (VF : Gilles Morvan) : Andy Bellefleur
- Carrie Preston (VF : Véronique Alycia) : Arlene Fowler
- William Sanderson (VF : Philippe Ariotti) : Bud Dearborne
- Adina Porter (VF : Maïk Darah) : Lettie Mae Thornton
- Lois Smith (VF : Arlette Thomas) : Adele Hale Stackhouse
- Michael Raymond-James (VF : Jean-François Aupied) : Rene Lenier
- Lynn Collins (VF : Marjorie Frantz) : Dawn Green
- Lizzy Caplan (VF : Alexandra Garijo) : Amy Burley
- Stephen Root (VF : Jean-Pierre Gernez) : Eddie Gauthier

## Résumé
Sookie Stackhouse est serveuse au Merlotte's et possède un don qu'elle considère comme un handicap : La télépathie. Lorsque Bill Compton franchit les portes du bar, elle est particulièrement enthousiaste et s'empresse de faire la connaissance de ce mystérieux vampire, qui s'avère être une personne de confiance. Leur relation n'est pas vue d'un très bon œil à Bon Temps, en particulier par les amis de Sookie, convaincus que ces créatures ne veulent qu'une chose : drainer les humains. Parallèlement, plusieurs femmes sont retrouvées mortes dans la petite ville ; il s'avère qu'elles ont toutes eu des relations avec Jason Stackhouse, le frère de Sookie, mais également avec des vampires.

## Liste des épisodes

### Épisode 1:Amour interdit
- États-Unis : 7 septembre 2008 sur HBO
- France : 23 décembre 2008 sur Orange Cinémax[1]
- Québec : 5 janvier 2009 sur Super Écran
- Belgique : 2 février 2009 sur Be TV
- Suisse : 30 août 2009 sur TSR1

- États-Unis : 1,44 million de téléspectateurs (première diffusion)[2]

- William Sanderson (Shérif Bud Dearborne)
- Lorna Scott (La cliente du magasin)
- Michael Raymond-James (Rene Lenier)
- Lois Smith (Adele Stackhouse)
- Lynn Collins (Dawn Green)
- Chris Bauer (Andy Bellefleur)
- Jessica Tuck (Nan Flanagan)
- Danielle Sapia (Maudette Pickens)
- Jessica Stroup (Kelly)
- Josh Kelly (le garçon)
- Jim Parrack (Hoyt Fortenberry)
- James Parks (Mack Rattray)
- Karina Logue (Denise Rattray)

### Épisode 2:Première Fois
- États-Unis : 14 septembre 2008 sur HBO
- France : 23 décembre 2008 sur Orange Cinémax
- Québec : 12 janvier 2009 sur Super Écran
- Belgique : 2 février 2009 sur Be TV
- Suisse : 30 août 2009 sur TSR1

- États-Unis : 1,81 million de téléspectateurs (première diffusion)

- William Sanderson (Shérif Bud Dearborne)
- Michael Raymond-James (Rene Lenier)
- Lois Smith (Adele Stackhouse)
- Lynn Collins (Dawn Green)
- Chris Bauer (Andy Bellefleur)
- Danielle Sapia (Maudette Pickens)
- Jim Parrack (Hoyt Fortenberry)
- Jessica Tuck (Nan Flanagan)
- Adina Porter (Lettie Mae Thornton)
- Jeffrey Nicholas Brown (Corbett Stackhouse)
- John Billingsley (Mike Spencer)
- Randy Oglesby (Rév. Theodore Newlin)
- Karina Logue (Denise Rattray)
- Andrew Rothenberg (Malcolm)
- Cedric Pendleton (Terrell)
- Todd Lowe (Terry Bellefleur)
- Jenni Blong (Michelle Stackhouse)
- Labon Hester (Jason jeune)
- Zenali Turner (Sookie jeune)
- Patricia Bethune (Jane Bodehouse)
- James Parks (Mack Rattray)

### Épisode 3:À moi
- États-Unis : 21 septembre 2008 sur HBO
- France : 30 décembre 2008 sur Orange Cinémax
- Québec : 19 janvier 2009 sur Super Écran
- Belgique : 9 février 2009 sur Be TV
- Suisse : 6 septembre 2009 sur TSR1

- États-Unis : 1,82 million de téléspectateurs (première diffusion)

- Lynn Collins (Dawn Green)
- Lois Smith (Adele Stackhouse)
- Roberta Orlandi (Janella)
- John Prosky (Duke Smith)
- Graham Shiels (Liam)
- Aunjanue Ellis (Diane)
- Andrew Rothenberg (Malcolm)
- Nicholas Gonzalez (Jerry)
- Michael McMillian (Steve Newlin)
- Adina Porter (Lettie Mae Thornton)

### Épisode 4:Qui s'y frotte s'y pique
- États-Unis : 28 septembre 2008 sur HBO
- France : 30 décembre 2008 sur Orange Cinémax
- Québec : 26 janvier 2009 sur Super Écran
- Belgique : 9 février 2009 sur Be TV
- Suisse : 6 septembre 2009 sur TSR1

- États-Unis : 1,82 million de téléspectateurs (première diffusion)

- Avion Baker (Tara jeune)
- Chris Bauer (Andy Bellefleur)
- William Sanderson (Shérif Bud Dearborne)
- Kristin Bauer (Pam)
- Kevin McHale (Neil Jones)
- Melanie MacQueen (Faye Lebvre)
- Scott Alan Smith (Dr Offutt)
- John Billingsley (Mike Spencer)
- Dale Raoul (Maxine Fortenberry)

### Épisode 5:Sang pour sang
- États-Unis : 5 octobre 2008 sur HBO
- France : 6 janvier 2009 sur Orange Cinémax
- Québec : 2 février 2009 sur Super Écran
- Belgique : 16 février 2009 sur Be TV
- Suisse : 13 septembre 2009 sur TSR1

- États-Unis : 1,13 million de téléspectateurs (première diffusion)

- Chris Bauer (Andy Bellefleur)
- Jim Parrack (Hoyt Fortenberry)
- Adina Porter (Lettie Mae Thornton)
- William Sanderson (Shérif Bud Dearborne)
- Michael Raymond-James (Rene Lenier)
- Alexander Skarsgård (Eric Northman)
- Lois Smith (Adele Stackhouse)
- Mariana Klaveno (Lorena)
- Todd Lowe (Terry Bellefleur)
- Dale Raoul (Maxine Fortenberry)
- William Schallert (Maire Norris)
- Danielle James (Randi Sue)
- Caleb Moody (Royce)
- Jeremy Denzlinger (Wayne)
- Kanin Howell (Chuck)
- Caleb Steinmeyer (Tolliver Humphries)
- Cody Christian (Le garçon qui crie)

### Épisode 6:Lourde Absence
- États-Unis : 12 octobre 2008 sur HBO
- France : 6 janvier 2009 sur Orange Cinémax
- Québec : 9 février 2009 sur Super Écran
- Belgique : 16 février 2009 sur Be TV
- Suisse : 13 septembre 2009 sur TSR1

- États-Unis : 1,82 million de téléspectateurs (première diffusion)

- William Sanderson (Shérif Bud Dearborne)
- Cheyenne Wilbur (Oncle Bartlett)
- Chris Bauer (Andy Bellefleur)
- Jim Parrack (Hoyt Fortenberry)
- Adina Porter (Lettie Mae Thornton)
- Michael Raymond-James (Rene Lenier)
- Alexander Skarsgård (Eric Northman)
- Lois Smith (Adele Stackhouse)
- Todd Lowe (Terry Bellefleur)
- John Billingsley (Mike Spencer)
- Dale Raoul (Maxine Fortenberry)
- William Schallert (Maire Norris)
- Danielle James (Randi Sue)
- Kevin McHale (Neil Jones)

### Épisode 7:Tout feu, tout flamme
- États-Unis : 19 octobre 2008 sur HBO
- France : 13 janvier 2009 sur Orange Cinémax
- Québec : 16 février 2009 sur Super Écran
- Belgique : 23 février 2009 sur Be TV
- Suisse : 20 septembre 2009 sur TSR1

- États-Unis : 2,1 millions de téléspectateurs (première diffusion)

- William Sanderson (Shérif Bud Dearborne)
- Cheyenne Wilbur (Oncle Bartlett)
- Zenali Turner (Sookie jeune)
- Lizzy Caplan (Amy)
- Jim Parrack (Hoyt Fortenberry)
- Adina Porter (Lettie Mae Thornton)
- Michael Raymond-James (Rene Lenier)
- Alexander Skarsgård (Eric Northman)
- Aisha Hinds (Miss Jeanette)
- Kristin Bauer (Pam)
- Todd Lowe (Terry Bellefleur)
- Danielle James (Randi Sue)
- Andrew Rothenberg (Malcolm)
- Aunjanue Ellis (Diane)
- Graham Shiels (Liam)
- Caleb Moody (Royce)
- Jeremy Denzlinger (Wayne)
- Kanin Howell (Chuck)

### Épisode 8:La Quatrième Personne
- États-Unis : 26 octobre 2008 sur HBO
- France : 13 janvier 2009 sur Orange Cinémax
- Québec : 23 février 2009 sur Super Écran
- Belgique : 23 février 2009 sur Be TV
- Suisse : 20 septembre 2009 sur TSR1

- États-Unis : 2,07 millions de téléspectateurs (première diffusion)

- William Sanderson (Shérif Bud Dearborne)
- Lizzy Caplan (Amy)
- Jim Parrack (Hoyt Fortenberry)
- Stephen Root (Eddie)
- John Billingsley (Mike Spencer)
- Todd Lowe (Terry Bellefleur)
- Adina Porter (Lettie Mae Thornton)
- Michael Raymond-James (Rene Lenier)
- Alexander Skarsgård (Eric Northman)
- Aisha Hinds (Miss Jeanette)
- Kristin Bauer (Pam)
- Michael McMillian (Steve Newlin)

### Épisode 9:Plaisir d'amour
- États-Unis : 2 novembre 2008 sur HBO
- France : 20 janvier 2009 sur Orange Cinémax
- Québec : 2 mars 2009 sur Super Écran
- Belgique : 2 mars 2009 sur Be TV
- Suisse : 27 septembre 2009 sur TSR1

- États-Unis : 2,35 millions de téléspectateurs (première diffusion)

- William Sanderson (Shérif Bud Dearborne)
- Lizzy Caplan (Amy)
- Chris Bauer (Andy Bellefleur)
- Jim Parrack (Hoyt Fortenberry)
- Adina Porter (Lettie Mae Thornton)
- Michael Raymond-James (Rene Lenier)
- Stephen Root (Eddie)
- Aisha Hinds (Miss Jeanette)
- Kristin Bauer (Pam)
- Jessica Tuck (Nan Flanagan)
- Alexander Skarsgård (Eric Northman)
- Kanin Howell (Chuck)
- Jeremy Denzlinger (Wayne)
- Caleb Moody (Royce)
- Patrick Gallagher (Chow)
- Tara Buck (Ginger)

### Épisode 10:Le Grand Secret
- États-Unis : 9 novembre 2008 sur HBO
- France : 20 janvier 2009 sur Orange Cinémax
- Québec : 9 mars 2009 sur Super Écran
- Belgique : 2 mars 2009 sur Be TV
- Suisse : 27 septembre 2009 sur TSR1

- États-Unis : 2,47 millions de téléspectateurs (première diffusion)

- William Sanderson (Shérif Bud Dearborne)
- Lizzy Caplan (Amy)
- Chris Bauer (Andy Bellefleur)
- Jim Parrack (Hoyt Fortenberry)
- Adina Porter (Lettie Mae Thornton)
- Michael Raymond-James (Rene Lenier)
- Stephen Root (Eddie)
- Michelle Forbes (Mary-Anne Forester)
- Deborah Ann Woll (Jessica)
- Aisha Hinds (Miss Jeanette)
- Kristin Bauer (Pam)
- Zeljko Ivanek (Acteur)
- Alexander Skarsgård (Eric Northman)
- Todd Lowe (Terry Bellefleur)
- Dale Raoul (Maxine Fortenberry)
- John Prosky (Duke Smith)
- Patrick Gallagher (Chow)
- Judy Prescott (la mère de Sam)
- Martin Spanjers (Sam jeune)
- Avion Baker (Tara jeune)

### Épisode 11:Jusqu'à ce que la mort nous sépare
- États-Unis : 16 novembre 2008 sur HBO
- France : 27 janvier 2009 sur Orange Cinémax
- Québec : 16 mars 2009 sur Super Écran
- Belgique : 9 mars 2009 sur Be TV
- Suisse : 4 octobre 2009 sur TSR1

- États-Unis : 2,67 millions de téléspectateurs (première diffusion)

- William Sanderson (Shérif Bud Dearborne)
- Lizzy Caplan (Amy)
- Michael Raymond-James (Rene Lenier)
- Chris Bauer (Andy Bellefleur)
- Jim Parrack (Hoyt Fortenberry)
- Adina Porter (Lettie Mae Thornton)
- Michelle Forbes (Mary-Anne Forester)
- Kristin Bauer (Pam)
- Catheryn Brockett (Lurlene Butterman)
- Robin Hines (Harley)
- Todd Lowe (Terry Bellefleur)
- Tess Parker (Rosie)
- John Rezig (Adjoint Kevin Ellis)
- Stephen Root (Eddie)
- Alexander Skarsgård (Eric Northman)
- Deborah Ann Woll (Jessica)

### Épisode 12:La Fin d'un cauchemar
- États-Unis : 23 novembre 2008 sur HBO
- France : 27 janvier 2009 sur Orange Cinémax
- Québec : 23 mars 2009 sur Super Écran
- Belgique : 9 mars 2009 sur Be TV
- Suisse : 4 octobre 2009 sur TSR1

- États-Unis : 2,45 millions de téléspectateurs (première diffusion)[3]

- William Sanderson (Shérif Bud Dearborne)
- Chris Bauer (Andy Bellefleur)
- Jim Parrack (Hoyt Fortenberry)
- Michael Raymond-James (Rene Lenier)
- Lynn Collins (Dawn Green)
- Lizzy Caplan (Avery Bishop)
- Lois Smith (Adele Stackhouse)
- Michelle Forbes (Mary-Anne Forester)
- Mehcad Brooks (Eggs)
- Alexander Skarsgård (Eric Northman)
- Kristin Bauer (Pam)
- Todd Lowe (Terry Bellefleur)
- Deborah Ann Woll (Jessica)
- Michael Bofshever (Orry Dawson)
- Danielle Sapia (Maudette Pickens)
- Adam Leadbeater (Karl)
- Stacie Rippy (Cindy Marshall)
- Tess Parker (Rosie)
- John Rezig (Adjoint Kevin Ellis)
- Michael McMillian (Steve Newlin)

En prison, Jason reçoit de nombreuses visites. Outre son collègue René, sa sœur Sookie vient le soutenir et lui affirme qu'elle tient une piste pouvant l'innocenter. Orry Dawson, le leader d'un mouvement anti-vampire, informe Jason qu'un fonds de soutien a été mis en place pour lui venir en aide. Tara décide de profiter de l'opportunité que lui offre Maryann pour prendre un nouveau départ. Au Merlotte, tout le monde est sous le choc en apprenant l'arrestation de Jason et les conversations vont bon train. Fatiguée par ce flot de pensées qu'elle capte, Sookie veut rentrer chez elle mais sa voiture est en panne. René offre alors de la raccompagner.